# Sony DADC
Sony DADC ist ein Hersteller von optischen Speichermedien und Teil der Sony Corporation. Die Abkürzung DADC stand ursprünglich für Digital Audio Disc Corporation, wurde allerdings spätestens mit dem Aufkommen des Nachfolgemediums Digital Versatile Disc (DVD) hinfällig und wird seither nur in der Kurzform als Markenname verwendet.
Die Digital Audio Disc Corporation (DADC), ein gemeinsames Unternehmen von Sony und CBS, eröffnete im Mai 1983 ihr erstes Werk in Terre Haute, in den Vereinigten Staaten. Als erste Compact Disc (CD) wurde Bruce Springsteens Born in the U.S.A. im Werk hergestellt und im September 1984 veröffentlicht. Bereits im Oktober 1985 kaufte die Sony Corporation of America (SCA), den Anteil von CBS und übernahm damit das Werk vollständig.
Der Standort Terre Haute war das erste CD-Replikationswerk in den USA und ist heute Sonys wichtigste Produktionsanlage für optische Speichermedien. Entsprechend wurde Terre Haute auch zum Sitz des Forschungs- und Entwicklungszentrums von Sony DADC ausgebaut.
Im Jahre 1988 kaufte die SCA die Musiksparte CBS Records von CBS auf und benannte sie 1991 in Sony Music Entertainment (SME) um. Damit erwarb man auch die Produktionswerke von CBS, die allerdings allesamt ursprünglich noch Vinyl-Schallplatten hergestellt haben. Diese Standorte wurden Teil von Sony Disc Manufacturing (SDM) und teilweise für die CD-Replikation nachgerüstet. Die modernisierten SDM-Standorte Pitman (1988), Manaus (1992), Toronto (1994) und Mexiko-Stadt (1994) wurden schließlich 2004 in Sony DADC integriert.
International wichtiger Standort für das Mastering und die Disc-Replikation ist Sony DADC Austria, mit Sitz in Anif und Thalgau, im Bundesland Salzburg. Mit der Restrukturierung der Replikationsstandorte von Sony, die im Jahre 2004 begonnen wurde, war der 1986 eröffnete Standort Anif bis 2019 der Hauptsitz von Sony DADC Global (ohne USA und Japan). Die Restrukturierung drängte sich auf, da die meisten Replikationsstandorte ursprünglich als Tochterunternehmen von Sony Music Entertainment (SME) organisiert waren, während Sony Computer Entertainment (SCE) und Sony Pictures Entertainment (SPE) mittlerweile genauso stark auf die Dienstleistungen von SDM/DADC (Replikation und Distribution) zurückgriffen.
Mittlerweile hat Sony DADC Global seine Zentrale und damit die Verwaltung, die Disc-Replikation, sowie das Mastering vollständig nach Thalgau verlegt.

## Produktionsstandorte
Sony DADC Americas
Terre Haute (Indiana), USA
Bolingbrook
Sony DADC Europe
Anif, Österreich (1986–2012 Disc, seit 2007 Biosciences, 2016 an die STRATEC AG verkauft)
Thalgau, Österreich
Southwater, UK (seit 2006, ehemals Deluxe)
Pilsen, CZ (seit 2010)
Sony DADC Australia
New South Wales
Sony DADC Asia
Shanghai (Sony DADC China, seit April 2007)
Shanghai Epic Manufacturing Operations (Joint Venture, seit Mai 2001)